# Mossig
La Mossig une rivière du nord de l'Alsace qui prend sa source à la Schneematt dans les Hautes Vosges gréseuses au pied du Schneeberg. Elle est le principal affluent de la Bruche, donc un sous-affluent de l'Ill.

## Géographie
La Mossig traverse les collines sous-vosgiennes sur la moitié de son tracé, puis s’écoule sur la plaine d'Alsace depuis la sortie du Kronthal pour se jeter dans la Bruche à hauteur d’Avolsheim. Elle arrose les communes alsaciennes de Wangenbourg-Engenthal, Romanswiller, Wasselonne, Marlenheim, Kirchheim, Odratzheim, Scharrachbergheim-Irmstett, Soultz-les-Bains et Avolsheim.

### Cours

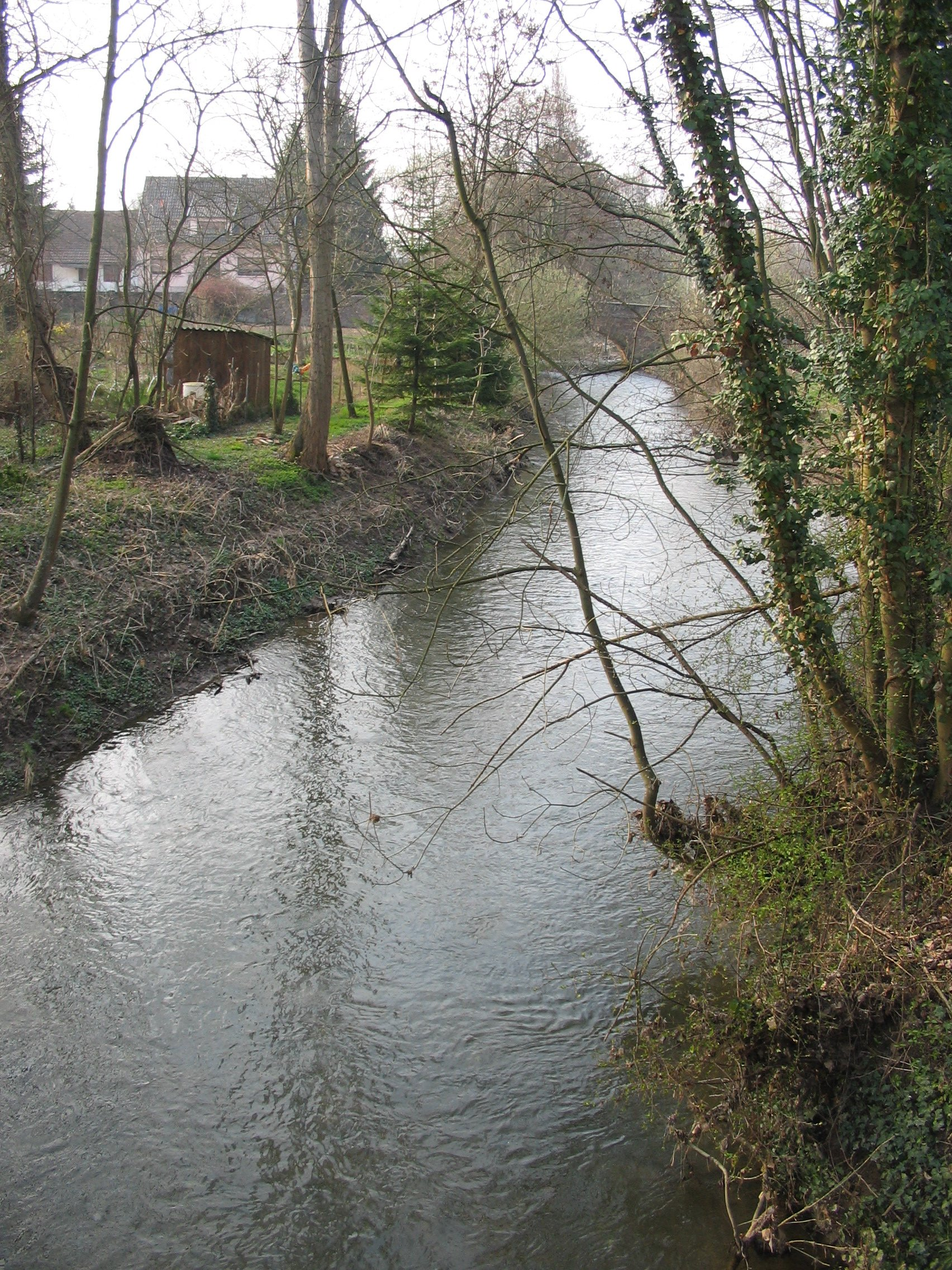
La Mossig à Soultz-les-Bains.

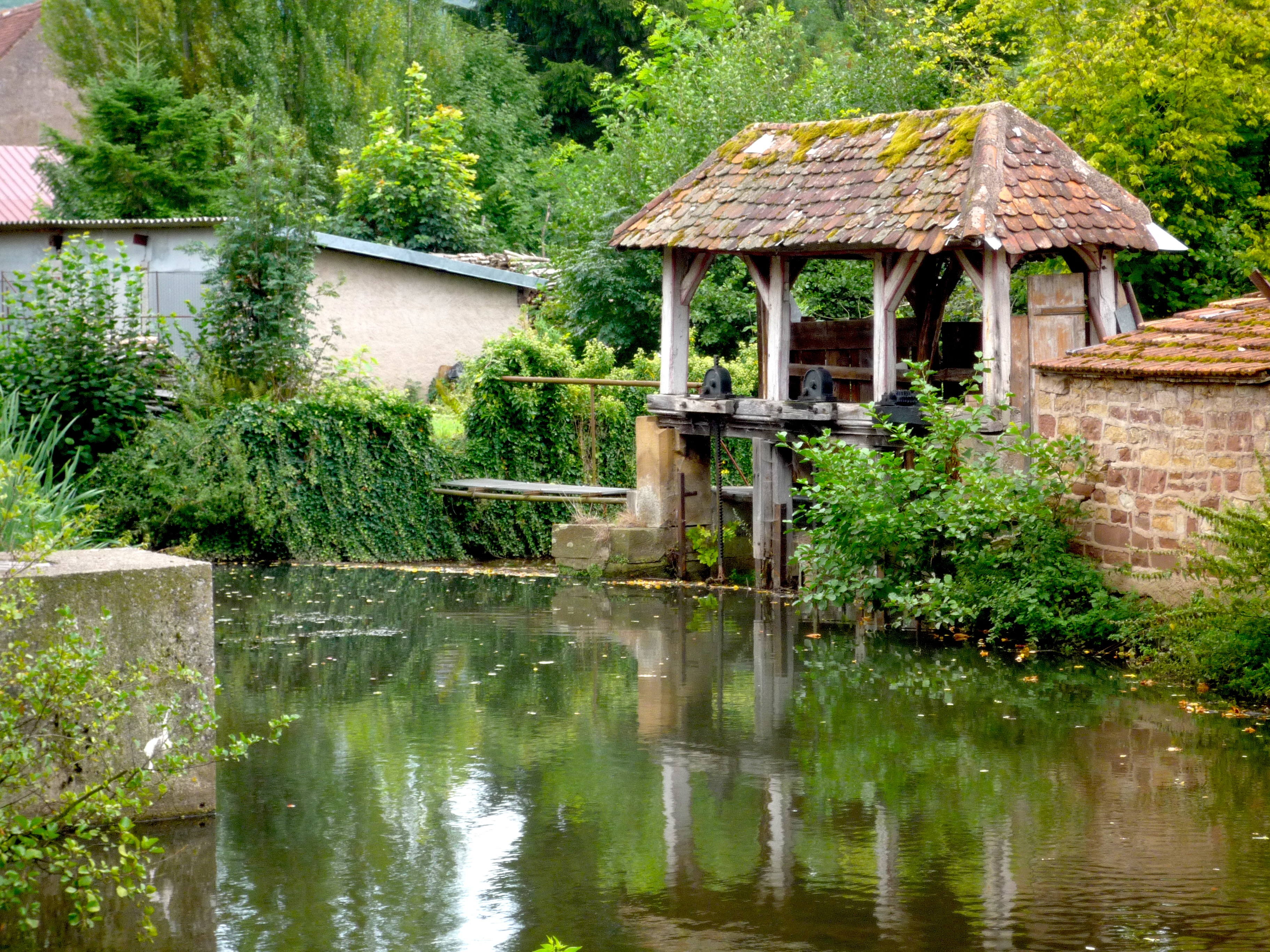
Wasselonne dans la ville basse, barrage-écluse sur la Mossig.

Son cours original d'une distance de 33,1 kilomètres suit d’abord une direction vers le nord, puis globalement ouest-est, enfin longuement vers le sud pour terminer sur les derniers kilomètres vers le sud-est.

Les géologues estiment que le tracé primitif de la Mossig est globalement antérieur au Pliocène. Or les contrées traversées à l'origine sont essentiellement planes. Les encaissements et relèvements tectoniques, les verrous et fossés, les cuvettes et zones d'effondrement que la rivière traverse, dévale ou creuse aujourd’hui donnent des informations sur l’évolution géomorphologique récente.
Il existe diverses traditions concernant sa ou ses sources. La littérature propage aussi des erreurs depuis des siècles. Jean-Daniel Schoepflin affirmait dans son Alsatia illustrata que la Mossig prenait sa source dans le Welfersthal, à deux lieues de l'ancien château d'Ochsenstein alors en ruine.
Mais la haute vallée de la Mossig, en partie mitoyenne entre la Lorraine et l'Alsace, jusqu'à sa confluence avec le ruisseau descendu du col de la Schleif, est bien connue. Une tradition lorraine affirme que la Mossig prend sa naissance à environ 622 m d’altitude dans un étang réservoir en aval du lieu-dit Schneematt situé en Lorraine. La tradition alsacienne place sa source à 670 m d'altitude entre les fermes du Schneeberg et le Schneematt, dans le bas Schneethal, la haute vallée à l’ouest du Schneeberg. Cette source est d’ailleurs indiquée sur la carte IGN randonnée 1/25000 3715 OT Saverne Strasbourg : elle est précisément à 500 mètres au sud-est du Schneematt et à plus d'un kilomètre à vol d’oiseau du sommet du Schneeberg, dans la même direction sud-est. Enfin, la tradition vosgienne place la naissance progressive de la Mossig plus en hauteur en amont de Windsbourg, habitat au sud-sud-ouest de Schneematt, sur une ligne de thalweg entre 780 m et 880 m d’altitude qui descend le col de Hœllenwasen. Ce col sépare à l'ouest, l’Urstein à 944 m d'altitude surplombant au sud la vallée de la Mossig et à l’est, le Baerenberg à 967 m surplombant au sud la vallée du Schneeberg.
Ainsi, à l'instar de la Zorn, la Mossig prend sa source de l’autre côté de la ligne de crête principale à l’ouest de la crête triasique, nommée encore « gradin de Wangenbourg » qui part des hauteurs du Noll pour se terminer au Schneeberg. Mais les apports des eaux de Lorraine sont très restreints dans le cas de la Mossig, limités au flanc occidental d'une partie de sa haute vallée.
Ainsi le premier parcours de la Mossig s'encaisse dans le grès triasique de la forêt communale de Dabo. Filant vers le nord, elle rejoint la commune de Wangenbourg-Engenthal, du canton alsacien de Wasselonne. À cet endroit, la petite rivière affouille les argiles permiennes et, élargie par les petits ruisseaux que sont le Schneebergbaechel et le Schlossbaechel, emprunte une direction ouest-est.
Après Freundeneck, elle s’encaisse dans les grès du bloc compact de l’Œdenwald. Puis elle gagne la plaine évasée de Romanswiller, où en rive gauche elle reçoit le Sommerau. Elle s'approche de Wasselonne, recevant en rive gauche le Sathbach venu du Breitkopf, et en rive droite l'Heiligenbach descendu de Jetterswiller. Le virage qu’elle effectue vers le sud pour s’encaisser dans le pittoresque Kronthal, appelée coude de Wasselonne, est en réalité une capture tardive. La Mossig prenait autrefois un chemin septentrional pour rejoindre la Zorn.
Elle coule alors à Marlenheim, Kirchheim et à Odratzheim, où elle reçoit le Westerbach de l’ouest. Elle traverse en goulet les hautes collines du Scharrach, puis celles du camp de Molsheim au niveau de Soultz-les-Bains où sa jauge est estimée à 7 litre/s/km2. Elle rejoint la Bruche au lieu-dit Dachstein à Avolsheim. La cuvette tectonique de Griesheim qu'emprunte la basse vallée de la Bruche l'a définitivement attirée.

## Affluents

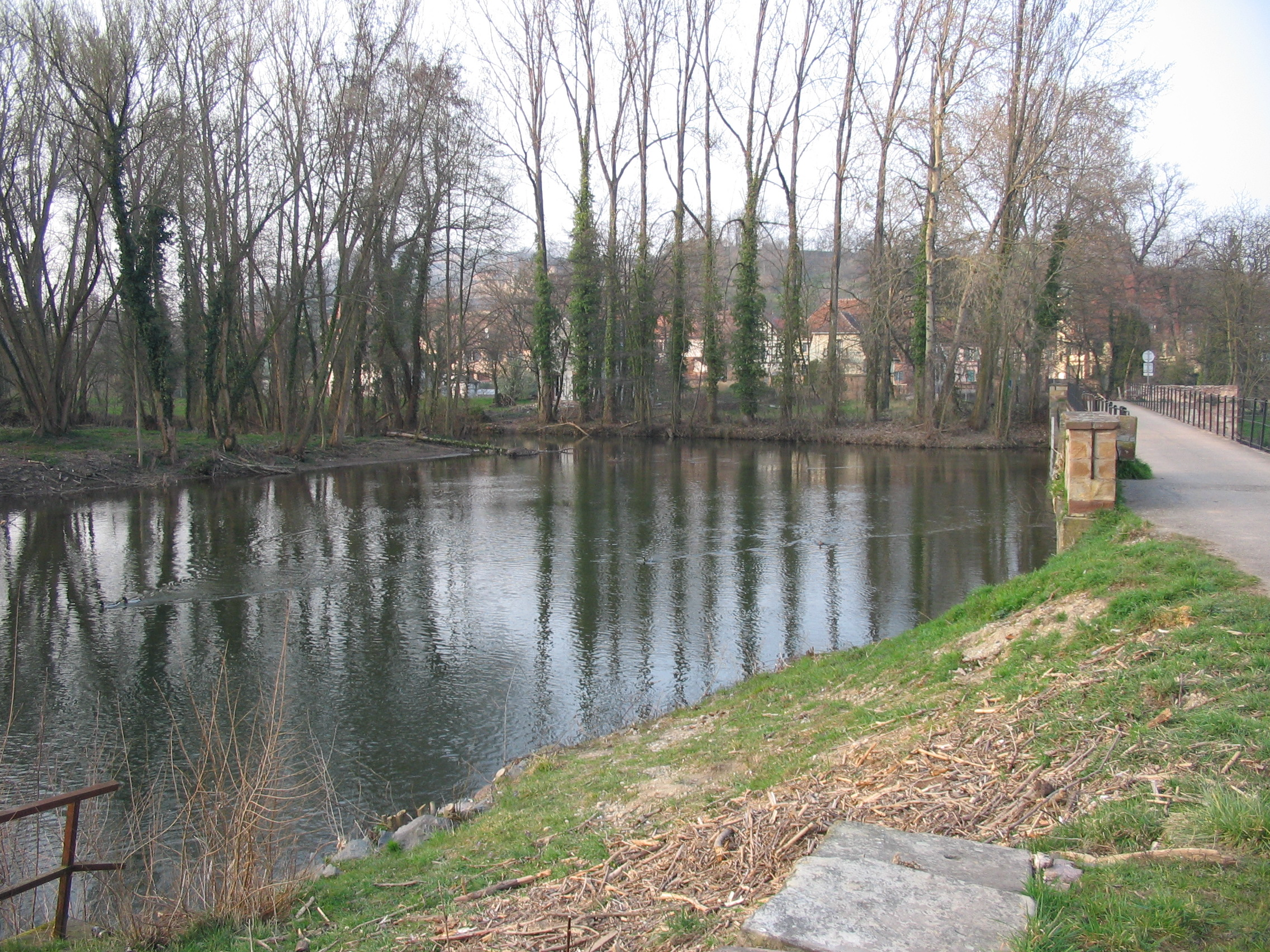
Confluence de la Mossig et de la Bruche.

Ses principaux affluents sont le Frankenbach, le Kuhbach, le fossé du Bruegel, le Flossgraben, le Sathbach, la Sommerau, le Ziegbach et le Loechelbach.
- Ziegbach (gauche), 1,3 km
- Flossgraben (gauche), 2,4 km
- Kehlbach (droite), 3,6 km
- Bruegel (gauche), 4,8 km
- Heiligenbach (gauche), 5,2 km
- Loechelbach (droite), 5,4 km
- Kuhbach (droite), 6,0 km
- Sathbach (droite), 8,8 km
- Sommerau (gauche), 9,8 km

Son bassin versant est estimé à environ 170 km2.

## Hydrologie

### La Mossig à Soultz-les-Bains
La Mossig a été observée depuis 1970 à la station A2842010 de Soultz-les-Bains, à 167 m d'altitude, pour un bassin versant de 163 km2. Le module y est de 1,35 m3/s.

### Crues
La crue de février 1990 a fait grimper le débit de la Mossig à 23 m3/s à Soultz-les-Bains.
Un plan de prévention des risques d’inondation était en cours d’élaboration en 2007.